# Тютюневи складове на улица „Аверов“
Тютюневите складове на улица „Аверов“ (на гръцки: Καπναποθήκη) са емблематична индустриална сграда в македонския град Кавала, Гърция.
Сградата е построена в 1871 година или в периода 1890 - 1910 година. Разположена е на улица „Аверов“ №6. Обявена е за защитен паметник от Министерството на културата на Гърция. Представлява пететажно здание, разположено на площ от 1500 m2. От 1972 година е частна собственост. Сградата е напълно реконструирана. От 2008 година се използва от веригата магазини „Зара“, като отвътре има модерни архитектурни характеристики, за да обслужва нуждите на магазина.